# Nathaniel Weyl
Nathaniel Weyl (20. srpnja 1910. – 13. travnja 2005.) bio je američki ekonomist i pisac koji je pisao o raznim društvenim pitanjima. Od 1933. do 1939. bio je član Komunističke partije SAD-a. 
Rođen je u New Yorku i diplomirao na Columbia College of Columbia University  1931. godine. Bio je zaposlen kao ekonomist. Pridružio skupini Ware koja je djelovala kao prikrivena stranka komunista u Washingtonu, čiji su članovi nastojali promovirati ljevičarsku i pro-komunističku politiku u vladi. Neki članovi skupine Ware su špijunirali za Sovjetski Savez.
Napustio je stranku 1939. nakon sklapanja pakta između Hitlera i Staljina.
Proslavio se '50-ih godina 20. st. kao obraćenik u radikalnog antikomunista i denuncijanta svojih bivših komunističkih kolega u SADu. 
Weyl je pisao brojne studije o komunizmu (posebno u Latinskoj Americi), špijunaži i unutarnjoj sigurnosti u Sjedinjenim Državama te rasnu, etničku i klasnu analizu društva i uloga političke i intelektualne elite. 
U svom eseju „Zavist i aristocid“ (Envy and Aristocide, The Eugenics Bulletin, zima 1984.), Weyl opisuje u kojoj mjeri zavist utiče kod manje inteligentnijih ljudi na njihovo kriminogeno ponašanje i osvetoljubivost tako da se mogu objasniti motivi komunista za zločinačke čistke u kojima nije bila presudna samo tzv. klasna borba.

### Knjige Weyla
- Weyl, Nathaniel. 1950. Treason: The Story of Disloyalty and Betrayal in American History. Public Affairs Press
- Weyl, Nathaniel. 1960. The Negro in American Civilization. Public Affairs Press
- Weyl, Nathaniel. 1961. Red Star Over Cuba, the Russian Assault on the Western Hemisphere. Arlington House. ISBN 0815967055
- Weyl, Nathaniel. 1963. The Geography of Intellect (with Stefan Possony). Henry Regnery Company
- Weyl, Nathaniel. 1966. The Creative Elite in America. Public Affairs Press. ISBN 0818301600
- Weyl, Nathaniel. 1968. The Jew in American Politics. Arlington House
- Weyl, Nathaniel. 1970. Traitors' End; The Rise and Fall of the Communist Movement in Southern Africa. Arlington House. ISBN 0870000829
- Weyl, Nathaniel. 1971. American Statesmen on Slavery and the Negro. Arlington House. ISBN 0870001175
- Weyl, Nathaniel. 1979. Karl Marx, Racist. Arlington House. ISBN 0870004484
- Weyl, Nathaniel. 1990. Geography of American Achievement. Scott-Townsend Publishers. ISBN 1878465007
- Weyl, Nathaniel. 2003. Encounters With Communism. Xlibris Corporation. ISBN 1-4134-0747-1